# Đurevići
Đurevići (cyr. Ђуревићи) – wieś w Bośni i Hercegowinie, w Republice Serbskiej, w gminie Višegrad. W 2013 roku liczyła 13 mieszkańców.